# V6-motor
V6 er betegnelse for en motortype med 6 cylindre, der typisk er i to parallelle rækker, og med én fælles krumtap.
Motortypen har den fordel, at den kræver et mindre motorrum end en motor, hvor de 6 cylindre er på en lang række, og den bruges i alt fra sportsvogne og firehjulstrækkere til lastbiler og både. V6 motoren har sin egen karekteristiske lyd.